# Balthasar Denner
Balthasar Denner (15. listopadu 1685 Altona – 14. dubna 1749 Rostock) byl německý malíř proslulý svými portréty.

## Život a dílo

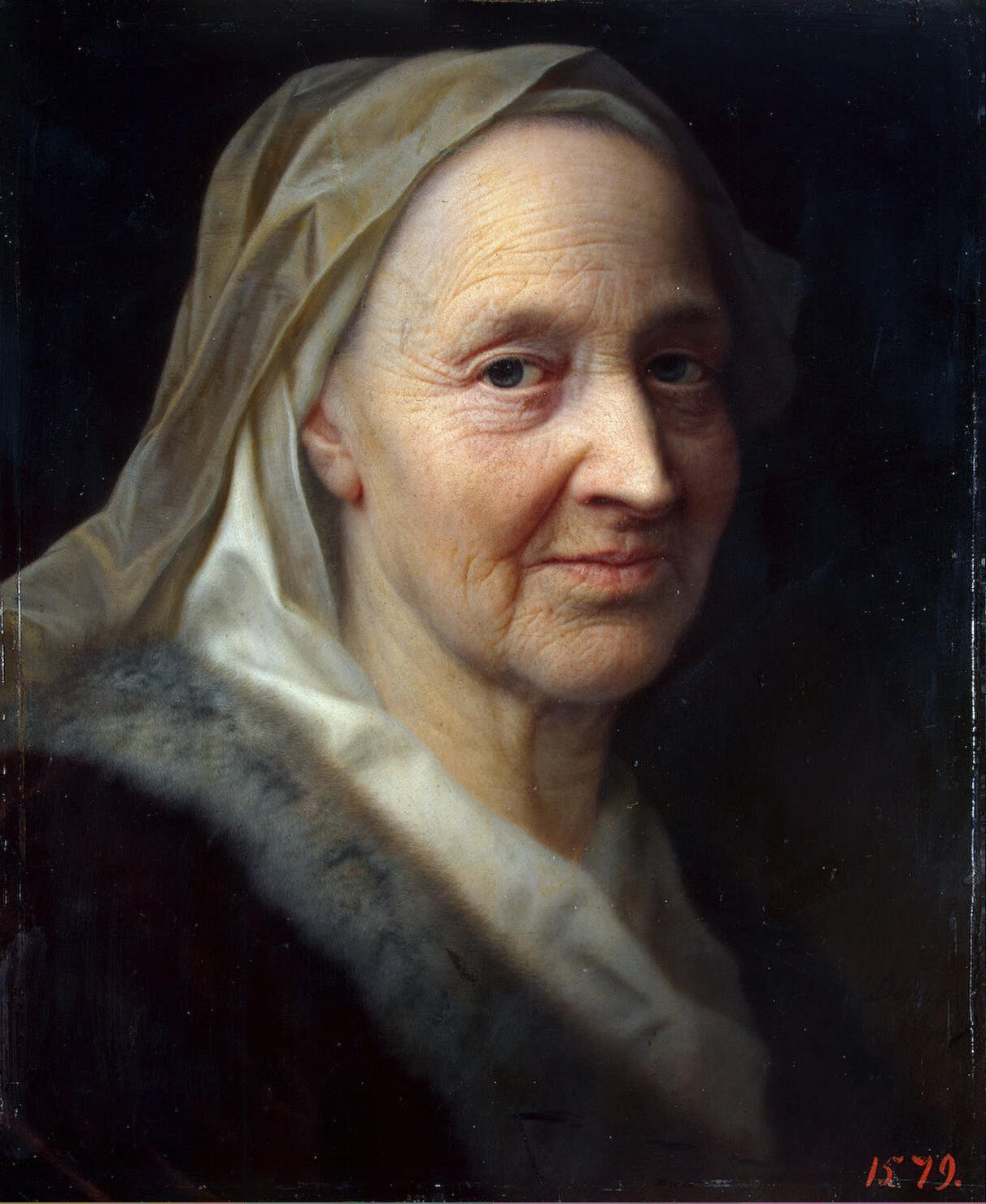
Portrét staré ženy (Ermitáž)

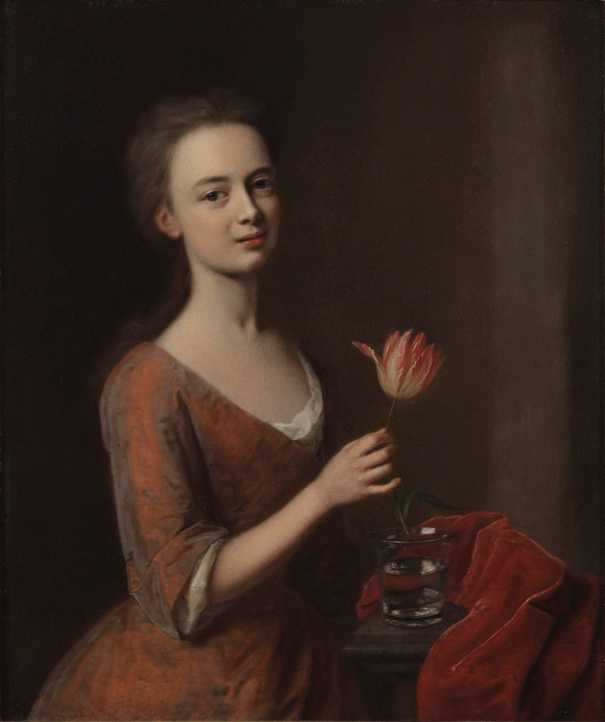
Portrét umělcovy dcery

Narodil se a vyrůstal v Altoně, která je dnes součástí Hamburku. Balthasar byl nejstarší ze sedmi sourozenců a jediný syn. Altona se vyznačovala náboženskou svobodou a Balthasarův otec, Jacob Denner (1659-1746), byl známý kazatel mennonitů, odnože křesťanského hnutí novokřtěnců.
V osmi letech utrpěl nehodu, která způsobila, že po celý život kulhal. Záhy projevil malířské nadání a jeho prvním učitelem byl holandský malíř Franze van Amam. Na nějaký čas přesídlili do Gdaňska, kde získal základy olejomalby. V roce 1701 se rodina vrátila do Altony a Balthasar nastoupil do společnosti svého strýce, aby se vyučil obchodníkem. Pracoval tam po šest let, ve volném čase však stále maloval.
V roce 1707 se stal členem Pruské akademie umění (Preußische Akademie der Künste) v Berlíně, jedné z nejlepších uměleckých škol tehdejší Evropy. Svou profesionální uměleckou dráhu začínal jako malíř miniatur. V roce 1709 namaloval miniaturní portréty devítiletého Karla Friedricha budoucího vévody holštýnsko-gottorského a jeho sestry Marie Elisabeth. Miniatury měly takový úspěch, že byl pozván na zámek Gottorf, aby namaloval skupinový portrét vévodské rodiny. Toto rozměrné plátno (178 × 138 cm) zobrazující 21 osob vévodského dvora založilo pověst Balthasara Dennera jako vynikajícího portrétisty.
V následujících letech získal velké množství objednávek na svá díla. Cestoval po panovnických dvorech celé Evropy. Kromě mnoha knížat a jejich rodin namaloval řadu panovníků. Byli mezi nimi dánští králové Frederik IV. Dánský a Kristián VI., polský král a saský kurfiřt August II. Silný, car Petr III. Ruský či švédský král Adolf I. Fridrich.
Pro množství zakázek zpravidla načrtl základní kompozici, vypracoval vlastní portrét a zbytek, postavu, oděvy a pozadí, dokončili jiní malíři, často také některé z jeho dětí. Příklad takového postupu je portrét tří dětí radního Bartholda Hinricha Brockese z roku 1724. Na zadní straně je uveden seznam umělců, kteří na díle pracovali: Denner namaloval v Hamburku dětské hlavy, Jacob van Schuppen později ve Vídni tělo a oblečení, pozadí pochází od Franze de Paula Ferga (1689-1740) a květiny v rukou dětí namaloval Franz Werner Tamm (1658-1724).
Dennerovy portréty byly ve své době vysoce ceněny. Současníci obdivovali úžasnou přesnost v detailu, každý záhyb kůže, každý vlas. Říká se, že jeho portréty mohou být studovány s lupou. Dnešní kritici vnímají tuto vlastnost spíše negativně. Postavy jsou neživotné, povrchní dokonalost nevypovídá nic o duševním světě portrétovaných.